# Dorohoi - Șaua Bucecei
Dorohoi - Șaua Bucecei este o zonă protejată (arie de protecție specială avifaunistică - sit SPA) situată în partea  nord-estică a României, pe teritoriile județelor Botoșani (91%), Iași (5%) și Suceava (4%).

## Localizare
Aria naturală se întinde în extremitatea sud-vestică a județului Botoșani, pe teritoriile administrative ale comunelor: Brăești, Corni, Cristești, Curtești, Leorda, Lozna, Mihai Eminescu, Șendriceni, Tudora, Văculești, Vlădeni și Vorona și orașelor Bucecea și Dorohoi; în cea nord vestică a județului Iași, pe teritoriul comunelor Deleni și Sirețel și în cea sud-estică a județului Suceava, pe teritoriul orașului Dolhasca. Situl este străbătut de drumurile naționale DN29 și DN29A.

## Înființare
Situl Dorohoi - Șaua Bucecei (cu o suprafață de 25.359 ha.) a fost declarat arie de protecție specială avifaunistică prin Hotărârea  de Guvern nr. 971 din 5 octombrie 2011 (pentru modificarea și completarea Hotărârii Guvernului nr. 1.284/2007 privind declararea ariilor de protecție specială avifaunistică ca parte integrantă a rețelei ecologice europene Natura 2000 în România). Acesta include rezervațiile naturale Arinișul de la Horlăceni și Pădurea Tudora.

## Biodiversitate
Încadrat în bioregiunea geografică continentală aflată la interferența dintre Câmpia Moldovei și Podișul înalt al Sucevei, situl dispune cinci clase de habitate naturale de tipul: Culturi cerealiere extensive (inclusiv culturile de rotație cu dezmiriștire), Pajiști ameliorate (pășuni și fânațe păstrate în stare semi-naturală), Păduri caducifoliate, Păduri în tranziție și Alte terenuri arabile; ce asigură condiții de odihnă, hrănire, cuibărire și reproducere pentru diferite păsări în migrație.
La baza desemnării sitului se află mai multe specii avifaunistice protejate la nivel european prin Directiva 79/409/CEE din 2 aprilie 1979 (privind conservarea păsărilor sălbatice) sau aflate pe lista roșie a IUCN; astfel: fâsă de câmp (Anthus campestris), acvilă-țipătoare-mică (Aquila pomarina), barză albă (Ciconia ciconia), cristel de câmp (Crex crex), caprimulg (Caprimulgus europaeus), ciocănitoare de stejar (Dendrocopos medius), ciocănitoare de grădină (Dendrocopos syriacus), presură de grădină (Emberiza hortulana), muscar gulerat (Ficedula albicollis), ciocârlia de pădure (Lullula arborea), sfrâncioc roșiatic (Lanius collurio), sfrânciocul cu frunte neagră (Lanius minor), ciocănitoare verzuie (Picus canus), viespar (Pernis apivorus) și huhurez mare.

## Căi de acces
- Drumul național DN29A, pe ruta: Suceava - Adâncata - Zvoriștea - Dorohoi (41,5 km.)[9]
- Drumul național DN29B, pe ruta: Botoșani - Brăești - Dealu Mare - Dorohoi (36,4 km.)

## Monumente și atracții turistice
În vecinătatea sitului se află câteva obiective de interes istoric, cultural și turistic (așezăminte monahale, biserici de lemn, capele, case memoriale, arii protejate, situri arheologice, monumente istorice și de arhitectură); astfel:
- Biserica "Sf. Nicolae" din Călinești-Bucecea, lăcaș de cult ortodox ctitorit în 1813 de vornicul Costache Miclescu în satul Călinești, suburbie a orașului Bucecea.

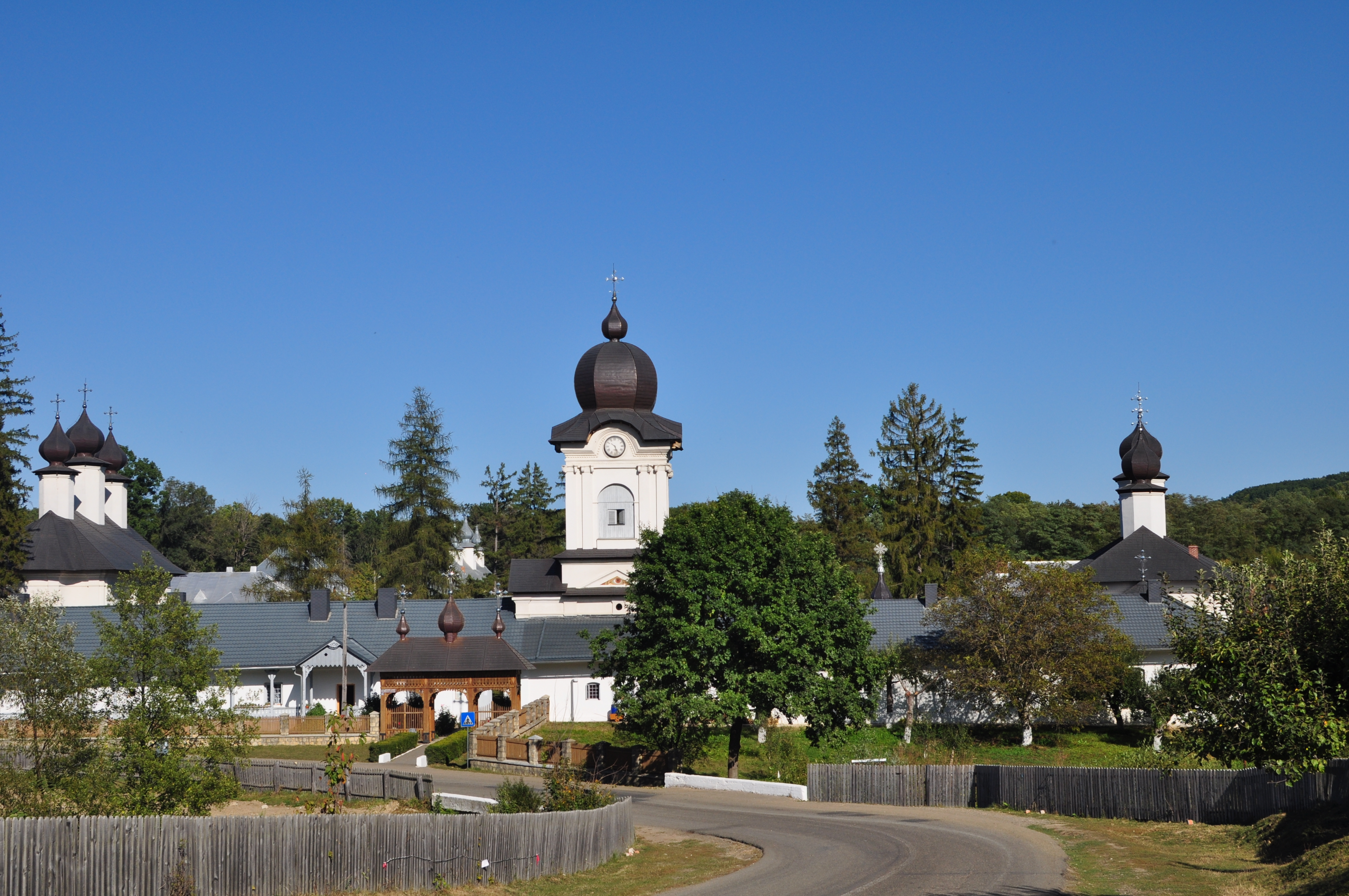
Mănăstirea Vorona

- Biserica de lemn din Dorohoi cu hramul "Adormirea Maicii Domnului", construcție 1779, monument istoric.
- Ansamblul Bisericii Domnești din Dorohoi: Biserica "Sf. Nicolae" (1495) și turn-clopotniță (secolul XVIII).
- Mănăstirea Vorona
- Mănăstirea Sihăstria Voronei
- Biserica de lemn "Adormirea Maicii Domnului" din satul Brăești, lăcaș de cult ridicat în anul 1745.
- Biserica de lemn din Ipotești - bisericuța familiei Eminovici.
- Biserica Sfinții Voievozi din Ipotești - construită în 1939.
- Biserica „Nașterea Sfântului Ioan Botezătorul” a mănăstirii Gorovei, monument istoric.
- Capela Sfântul Teodor Sicheotul din Stâncești - monument istoric construit în anul 1837 de vornicul Alexandru Callimachi.
- Schitul Oneaga din satul omonim, înființat în 1780 de clucerul Neculai Cristescu, desființat în 1862 și reînființat în 1994.
- Ansamblul Mănăstirii Agafton alcătuit din: Biserica "Pogorârea Sf. Duh" (1838-1843), Biserica de lemn "Sf. Arhangheli" (1747), turn-clopotniță, 54 case (chilii) mănăstirești (secolele XVIII-XIX), cinci fântâni și două anexe gospodărești; toate aflate pe lista monumentelor istorice.
- Casa memorială Mihai Eminescu din Ipotești
- Lacul lui Eminescu din Ipotești.
- Rezervațiile naturale: Arinișul de la Horlăceni și Pădurea Tudora
- Situl arheologic Cetățile traco-getice de la Stâncești.